# Onosma azureum
Onosma azureum är en strävbladig växtart som beskrevs av Schipczinsky. Onosma azureum ingår i släktet Onosma och familjen strävbladiga växter. Inga underarter finns listade i Catalogue of Life.